# 圣若翰洗者主教座堂 (利默里克)

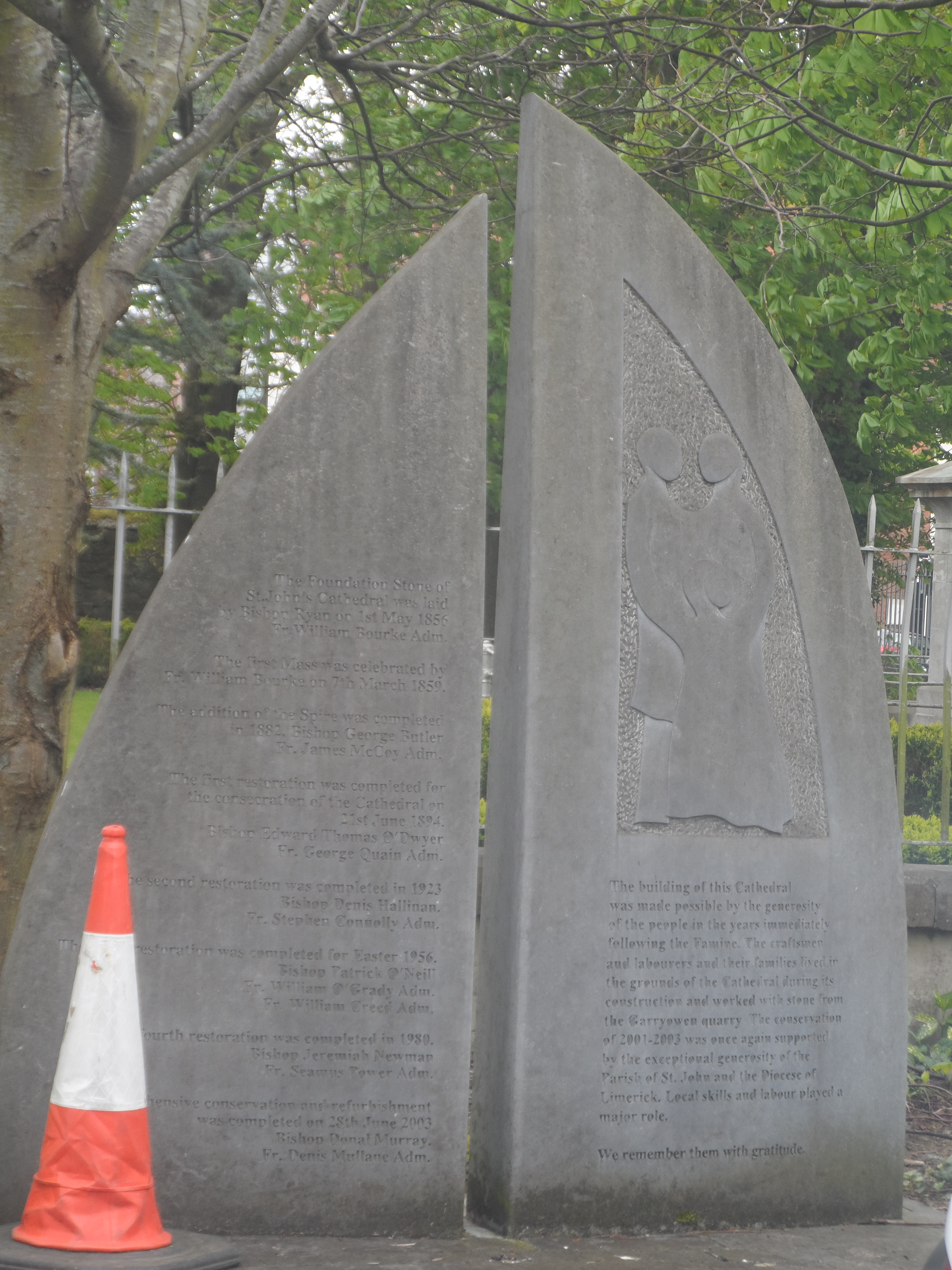
Stone commemorating the construction and restorations of the cathedral.

圣若翰洗者主教座堂St. John's Cathedral 是天主教利默里克教区的主教座堂，位于爱尔兰利默里克座堂坊（Cathedral Placeedral）。该市最初的主教座堂圣玛利亚座堂，现在属于爱尔兰圣公会。该建筑号称拥有爱尔兰最高的尖顶，高94米（308英尺），但现代测量显示只有81米（266英尺），低于科夫的 聖柯爾曼主教座堂。

## 历史
1855年至1861年间，英国建筑师菲利普·查尔斯·哈德威克（Philip Charles Hardwick）受委托设计这座主教座堂，以取代一座建于1753年的小堂。当时他正在阿达雷庄园（Adare Manor）工作。该建筑于1856年5月1日奠基，1857年破土动工，1859年祝圣，1859年3月7日举行了第一场弥撒，但直到1861年7月才完工。建筑由帕特里克·凯纳承建。托马斯·伯恩（Thomas Byrne）于1879年开始建造钟楼和塔尖。1882年9月，钟楼因风暴损坏而推迟建造。经过内部翻修，1894年6月21日，洛格枢机（Cardinal Logue）祝圣了主教座堂。原始的长椅、雕塑、告解室和地砖有很大一部分幸存下来。 主教座位于1894年在慕尼黑制造， 后被拆除。

## 建筑
哈德威克受到奥古斯都·普金的影响，这可以在该堂的哥特复兴式建筑风格中看到。钟楼建于1879年至1883年，轩尼诗在原有设计基础上增加了105英尺。这座建筑采用当地的石灰石饰面。钟楼建成时被认为是爱尔兰最高的钟楼之一。
整体建筑风格“严肃”，外部装饰最少，窗户很小。立面上只有一座雕像。相比之下，钟楼和尖顶有较多的装饰。祭坛使用利默里克大理石建造，雕刻描绘亚伯拉罕献祭。
1893年至1894年间，主教爱德华·奥德威尔对内部进行了翻新，由沃尔特·杜林和瑞安先生负责。最近的一次修复工作是在2003/2004年。